# Psalm 150
Psalm 150 – jeden z psalmów dydaktycznych zgromadzonych w biblijnej Księdze Psalmów. 

## Gatunek literacki i okoliczności powstania
Psalm 150 jest hymnem pochwalnym Jahwe. Jest to psalm doksologiczny, wychwalające wielkość Boga Jahwe.
Jest to ostatni z pięciu hymnów, tzw. małego Hallelu, które tworzą zakończenie Księgi Psalmów.
Przyjmuje się, że psalm powstał po okresie niewoli babilońskiej. Takie jest też zdanie tradycji żydowskiej, którą przechowała Septuaginta, czyli Biblia grecka.

## Psalm 150 w muzyce
Wersja Psalmu 150 została zinterpretowana na albumie pt. The Fundamental Elements of Southtown z 1999 amerykańskiego zespołu P.O.D.